# Noruega en los Juegos Paralímpicos de Atlanta 1996
Noruega estuvo representada en los Juegos Paralímpicos de Atlanta 1996 por un total de 42 deportistas, 35 hombres y siete mujeres.

## Medallistas
El equipo paralímpico noruego obtuvo las siguientes medallas:
| Nombre | Deporte                   | Evento                          |
| --- | ------------------------- | ------------------------------- |
| Oro |                           |                                 |
| Anne Cecilie Ore | Hípica                    | Doma individual grado III mixto |
| Anne Cecilie Ore | Hípica                    | Kur Canter grado III mixto      |
| Eva Renate Nesheim | Natación                  | 50 m mariposa S7 femenino       |
| Eva Renate Nesheim | Natación                  | 200 m estilos SM6 femenino      |
| Noel Pedersen | Natación                  | 100 m braza B3 masculino        |
| Noel Pedersen | Natación                  | 200 m braza B3 masculino        |
| Helge Bjørnstad | Natación                  | 100 m espalda S9 masculino      |
| Helge Bjørnstad | Natación                  | 200 m estilos SM9 masculino     |
| Rune Ulvang | Natación                  | 100 m braza SB8 masculino       |
| Plata |                           |                                 |
| Eva Renate Nesheim | Natación                  | 100 m braza SB5 femenino        |
| Eva Renate Nesheim | Natación                  | 100 m espalda S7 femenino       |
| Noel Pedersen | Natación                  | 50 m libre B3 masculino         |
| Noel Pedersen | Natación                  | 100 m espalda B3 masculino      |
| Noel Pedersen | Natación                  | 200 m estilos B3 masculino      |
| Helge Bjørnstad | Natación                  | 100 m braza SB8 masculino       |
| Bjarne Abrahamsen Erik Halvorsen Ole Kristian Hodnemyr Lars Møller Jensen Kåre Lyse Tomas Nesheim Øivind Olsen Gaute Rostrup Øyvind Strand Andreas Vennesland | Voleibol sentado          | Torneo masculino                |
| Bronce |                           |                                 |
| Åge Jønsberg | Ciclismo en pista         | Ómnium LC1 mixto                |
| Åge Jønsberg | Ciclismo en ruta          | Ruta 65/75k LC1 mixto           |
| Frank Gyland | Levantamiento de potencia | –90 kg masculino                |
| Stig Morten Sandvik | Natación                  | 150 m estilos SM3 masculino     |